# Kulah Khud
Der Kulah Khud, auch ind. Top, ist ein Helm und eine Schutzwaffe aus Persien.

## Beschreibung
Der Kulah Khud besteht in der Regel aus Stahl. Er hat eine halbkugelförmige Helmglocke und am unteren Rand einen Kettenpanzer, der oft über die Schultern geht. Die Kettenrüstung reicht am Helmrand bis etwa in die Höhe der Schläfen, bei einigen Versionen auch über die Augen und die Nase. Das Gesichtsfeld bleibt frei oder ist ebenfalls mit einem Kettenpanzer bedeckt. Der untere Rand der Kettenrüstung ist oft in Form großer oder kleiner dreieckiger Zacken gearbeitet. Am Scheitelpunkt des Helmes ist meist ein spitzer Stachel mit quadratischem Querschnitt angebracht, der einer Speerspitze ähnelt. Auf der Helmvorderseite ist ein verstellbares Naseneisen angebracht, das bei Bedarf vor das Gesicht oder hinauf zum Helm geschoben werden kann. Seitlich des Naseneisens sind oft zwei Metallhülsen angebracht, die zur Aufnahme eines Helmschmuckes aus Federn dienen. Der Kulah Khud war im arabischen, persischen, türkischen und indischen Raum weit verbreitet und wurde in zahllosen Versionen hergestellt. In Indien ist er unter dem Namen „Top“ geläufig. Viele der Helme sind in Tausia-Technik verziert, die meist Verse (Suren) aus dem Koran wiedergibt (siehe Weblink 2). Es gibt eine seltene Version des Kulah Khud, die mit drei Naseneisen ausgestattet ist. Das mittlere Naseneisen dient dem Schutz der Nase, die beiden Äußeren schützen die Wangen.